# Per Olsson Fridh
Per Olof Olsson Fridh, tidigare Olsson, född 27 juni 1981 i Flädie församling, Malmöhus län, är en svensk politiker (miljöpartist), som var ordinarie riksdagsledamot 2014–2018, invald för Stockholms kommuns valkrets, och var Sveriges biståndsminister 5 februari till 30 november 2021. Från april 2022 är Olsson Fridh generaldirektör för Folke Bernadotteakademin.

## Biografi
Olsson Fridh är uppväxt i Lomma och Malmö, men bor sedan 2005 i Hägersten i Stockholm.

### Politisk karriär
Han var i början av 2010-talet ordförande för Miljöpartiet i Stockholms stad.
I riksdagsvalet 2014 valdes Olsson Fridh till ordinarie riksdagsledamot för Stockholms kommuns valkrets. Efter att regeringen Löfven tillträtt tog han tjänstledigt från uppdraget som riksdagsledamot från och med 14 oktober 2014 och var statssekreterare i Kulturdepartementet 2014–2018 och därefter statssekreterare för internationellt utvecklingssamarbete på Utrikesdepartementet 2019–2021.
5 februari 2021 utsågs han till biståndsminister i regeringen Löfven II. I samband med att Miljöpartiet lämnade regeringen i november 2021 ersattes Olsson Fridh av Matilda Ernkrans som biståndsminister i regeringen Andersson.